# World Tour w siatkówce plażowej 2011
World Tour w siatkówce plażowej 2011 to elitarne rozgrywki organizowane przez Międzynarodową Federację Piłki Siatkowej składające się z 14 turniejów męskich oraz 15 turniejów żeńskich zawierające po 6 turniejów Grand Slam. Do kalendarza rozgrywek wliczono również Mistrzostwa Świata, które odbyły się w Rzymie. Kolejny raz Stare Jabłonki otrzymały status Grand Slam. Emanuel Rego zdobył 10 tytuł mistrzowski World Tour.

## Zawody

### Klasyfikacja turniejów
| World Championships |
| Grand Slam          |
| Open                |

### Mężczyźni
| Turniej                                                                           | 1 miejsce                                            | 2 miejsce                              | 3 miejsce                                             | 4 miejsce                          |
| --------------------------------------------------------------------------------- | ---------------------------------------------------- | -------------------------------------- | ----------------------------------------------------- | ---------------------------------- |
| Brasilia Open Brasília, Brazylia 18 - 23 kwietnia                                 | Phil Dalhausser Todd Rogers 21-18, 21-13             | Emanuel Rego Alison Cerutti            | Wu Penggen Xu Linyin 21-17, 16-21, 15-10              | Márcio Araújo Ricardo Santos       |
| China Shanghai Jinshan Open Szanghaj, Chiny 2 - 7 maja                            | Phil Dalhausser Todd Rogers 21-18, 24-22             | Jake Gibb Sean Rosenthal               | Julius Brink Jonas Reckermann 14-21, 22-20, 15-10     | Adrián Gavira Pablo Herrera        |
| Prague Open Praga, Czechy 17 - 22 maja                                            | Emanuel Rego Alison Cerutti 21-19, 21-14             | Phil Dalhausser Todd Rogers            | Sébastien Chevallier Sascha Heyer 21-18, 18-21, 17-15 | Pedro Cunha Pedro Solberg Salgado  |
| Beijing Grand Slam Pekin, Chiny 6 - 11 czerwiec                                   | Emanuel Rego Alison Cerutti 15-21, 21-19, 15-8       | Julius Brink Jonas Reckermann          | Jefferson Bellaguarda Patrick Heuscher 21-18, 21-16   | Grzegorz Fijałek Mariusz Prudel    |
| World Championships Rzym, Włochy 13 - 19 czerwca                                  | Emanuel Rego Alison Cerutti 21-16, 21-15             | Márcio Araújo Ricardo Santos           | Julius Brink Jonas Reckermann 22-20, 18-21, 15-11     | Mārtiņš Pļaviņš Jānis Šmēdiņš      |
| ConocoPhillips Grand Slam Stavanger 2011 Stavanger, Norwegia 28 czerwca - 3 lipca | Márcio Araújo Ricardo Santos 21-18, 24-22            | Grzegorz Fijałek Mariusz Prudel        | Julius Brink Jonas Reckermann 17-21, 21-13, 15-11     | Tarjei Skarlund Martin Spinnangr   |
| 1 to 1 Energy Grand Slam Gstaad, Szwajcaria 5 - 10 lipca                          | Emanuel Rego Alison Cerutti 22-20, 21-19             | Phil Dalhausser Todd Rogers            | Julius Brink Jonas Reckermann 22-20, 21-17            | Grzegorz Fijałek Mariusz Prudel    |
| Moscow Grand Slam Moskwa, Rosja 12 - 17 lipca                                     | Emanuel Rego Alison Cerutti 21-16, 18-21, 17-15      | Jefferson Bellaguarda Patrick Heuscher | Phil Dalhausser Todd Rogers 25-27, 24-22, 17-15       | Wu Penggen Xu Linyin               |
| Québec Open Jeep 2011 presented by Videotron Québec, Kanada 19 - 24 lipca         | Phil Dalhausser Todd Rogers 23-21, 21-19             | Matt Fuerbringer Nick Lucena           | Jake Gibb Sean Rosenthal 22-20, 21-19                 | Álvaro Morais Filho Neilton Santos |
| Mazury Orlen Grand Slam Stare Jabłonki, Polska 26 - 31 lipca                      | Phil Dalhausser Todd Rogers 21-15, 15-21, 15-13      | Grzegorz Fijałek Mariusz Prudel        | Emanuel Rego Alison Cerutti 23-21, 21-15              | Jonathan Erdmann Kay Matysik       |
| A1 Grand Slam presented by Volksbank Klagenfurt, Austria 2 - 7 sierpnia           | Pedro Cunha Pedro Solberg Salgado 21-19, 18-21, 15-9 | Julius Brink Jonas Reckermann          | Phil Dalhausser Todd Rogers 21-14, 21-12              | Joao Maciel Bruno Oscar Schmidt    |
| PAF Open Åland, Finlandia 16 - 21 sierpnia                                        | Márcio Araújo Benjamin Insfran walkower              | Phil Dalhausser Todd Rogers            | Emanuel Rego Alison Cerutti 26-24, 16-21, 16-14       | Grzegorz Fijałek Mariusz Prudel    |
| HP Beach Open Haga, Holandia 23 - 28 sierpnia                                     | Pedro Cunha Pedro Solberg Salgado 15-21, 21-18, 15-8 | Reinder Nummerdor Richard Schuil       | Yaroslav Koshkarev Konstantin Semenov 21-18, 21-19    | Petr Benes Premysl Kubala          |
| Agadir Open Agadir, Maroko 4 - 9 października                                     | Reinder Nummerdor Richard Schuil 22-20, 16-21, 15-11 | Julius Brink Jonas Reckermann          | Rhooney Ferramenta Pedro Solberg Salgado 21-14, 21-16 | Matt Fuerbringer Nick Lucena       |

### Kobiety
| Turniej                                                                           | 1 miejsce                                             | 2 miejsce                            | 3 miejsce                                              | 4 miejsce                        |
| --------------------------------------------------------------------------------- | ----------------------------------------------------- | ------------------------------------ | ------------------------------------------------------ | -------------------------------- |
| Brasilia Open Brasília, Brazylia 17 - 22 maja                                     | Juliana Felisberta Larissa França 21-16, 15-21, 15-12 | Kerri Walsh Misty May                | Jennifer Kessy April Ross 25-23, 21-19                 | Lauren Fendrick Brooke Niles     |
| Olympic Bay Sanya Open Sanya, Chiny 26 kwietnia - 1 maja                          | Juliana Felisberta Larissa França 19-21, 22-20, 17-15 | Xue Chen Zhang Xi                    | Talita Antunes Maria Antonelli walkower                | Kerri Walsh Misty May            |
| China Shanghai Jinshan Open Szanghaj, Chiny 3 - 8 maja                            | Sanne Keizer Marleen Van Iersel 15-21, 26-24, 15-13   | Jennifer Kessy April Ross            | Doris Schwaiger Stefanie Schwaiger 21-19, 21-23, 15-12 | Lauren Fendrick Brooke Niles     |
| Myslowice Open Mysłowice, Polska 17 - 22 maja                                     | Sanne Keizer Marleen Van Iersel 21-17, 21-18          | Greta Cicolari Marta Menegatti       | Jennifer Kessy April Ross 23-21, 21-15                 | Laura Ludwig Sara Niedrig        |
| Beijing Grand Slam Pekin, Chiny 6 - 11 czerwca                                    | Kerri Walsh Misty May 21-14, 24-26, 15-9              | Katrin Holtwick Ilka Semmler         | Jennifer Kessy April Ross 21-18, 21-18                 | Greta Cicolari Marta Menegatti   |
| World Championships Rzym, Włochy 13 - 19 czerwca                                  | Juliana Felisberta Larissa França 21-17, 13-21, 16-14 | Kerri Walsh Misty May                | Xue Chen Zhang Xi 21-14, 21-12                         | Lenka Háječková Hana Skalníková  |
| ConocoPhillips Grand Slam Stavanger 2011 Stavanger, Norwegia 27 czerwca - 2 lipca | Jennifer Kessy April Ross 21-16, 21-15                | Laura Ludwig Sara Niedrig            | Juliana Felisberta Larissa França 21-13, 21-14         | Sanne Keizer Marleen Van Iersel  |
| 1 to 1 Energy Grand Slam Gstaad, Szwajcaria 4 - 9 lipca                           | Juliana Felisberta Larissa França 21-15, 21-13        | Xue Chen Zhang Xi                    | Greta Cicolari Marta Menegatti 22-20, 21-14            | Talita Antunes Maria Antonelli   |
| Moscow Grand Slam Moskwa, Rosja 11 - 16 lipca                                     | Kerri Walsh Misty May 23-21, 21-15                    | Juliana Felisberta Larissa França    | Xue Chen Zhang Xi 21-17, 22-24, 15-9                   | Greta Cicolari Marta Menegatti   |
| Québec Open Jeep 2011 presented by Videotron Québec, Kanada 19 - 24 lipca         | Talita Antunes Maria Antonelli 21-17, 19-21, 15-11    | Carolina Salgado Maria Clara Salgado | Vivian Cunha Taiana Lima 21-13, 21-19                  | Elsa Baquerizo Liliana Fernández |
| Mazury Orlen Grand Slam Stare Jabłonki, Polska 25 - 30 lipca                      | Juliana Felisberta Larissa França 14-21, 21-19, 18-16 | Jennifer Kessy April Ross            | Sanne Keizer Marleen Van Iersel 12-21, 21-17, 15-12    | Xue Chen Zhang Xi                |
| A1 Grand Slam presented by Volksbank Klagenfurt, Austria 1 - 6 sierpnia           | Kerri Walsh Misty May 21-14, 26-24                    | Xue Chen Zhang Xi                    | Sanne Keizer Marleen Van Iersel 21-18, 24-22           | Talita Antunes Maria Antonelli   |
| PAF Open Åland, Finlandia 15 - 20 sierpnia                                        | Xue Chen Zhang Xi 21-16, 17-21, 15-9                  | Kerri Walsh Misty May                | Juliana Felisberta Larissa França 21-19, 18-21, 21-19  | Talita Antunes Maria Antonelli   |
| HP Beach Open Haga, Holandia 23 - 28 sierpnia                                     | Juliana Felisberta Larissa França 21-17, 21-15        | Kerri Walsh Misty May                | Talita Antunes Maria Antonelli 21-11, 21-10            | Xue Chen Zhang Xi                |
| Phuket Thailand Open powered by PTT Phuket, Tajlandia 1 - 6 listopada             | Xue Chen Zhang Xi 21-16, 21-14                        | Jennifer Kessy April Ross            | Greta Cicolari Marta Menegatti 21-19, 21-15            | Louise Bawden Becchara Palmer    |